# Voorbereide kern

voorbereiding van een Levallois-kern en de verwijdering van een Levallois-afslag van een vooraf bepaalde vorm

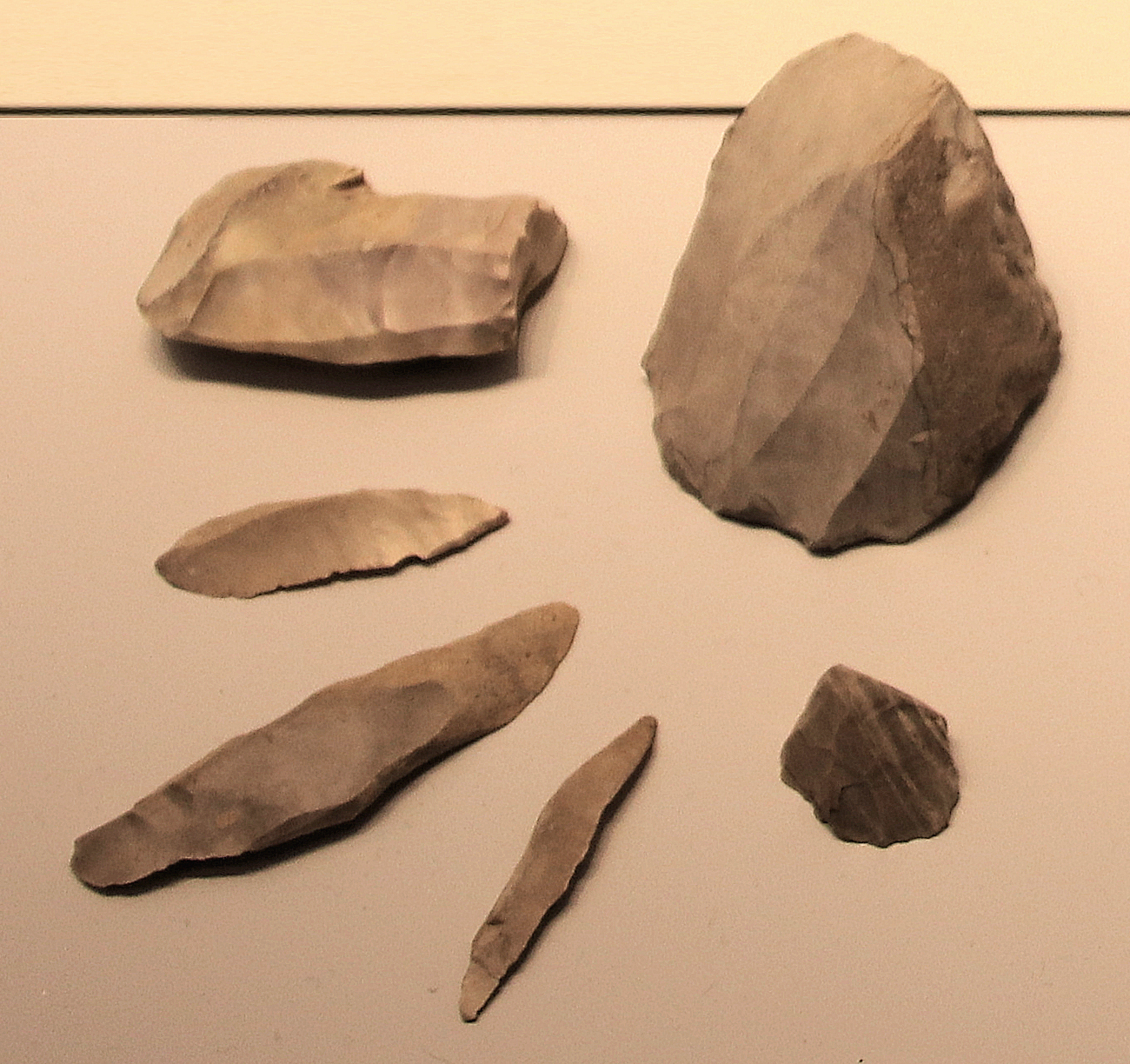
microlieten van de Kebaracultuur met kernstenen

De voorbereide kerntechniek is een manier om stenen werktuigen te produceren door eerst gewone stenen kernen voor te bereiden in vormen die zich lenen voor het  maken van afslagen die sterk lijken op het uiteindelijk gewenste gereedschap en slechts kleine aanpassingen vereisen om bruikbaar te zijn.
In tegenstelling tot de productie van kernwerktuigen zoals vuistbijlen, waarbij de kernen zelf het eindproduct waren, gevormd door het verwijderen van afslagen, waren bij de voorbereide kerntechniek de grote afslagen het product en werd de kern gebruikt om ze te produceren. Deze verschuiving maakte de lithische industrie sneller en efficiënter met hulpbronnen, omdat uit één stuk uitgangsmateriaal meerdere werktuigen konden worden gehaald. 
Bereide kernpreparatietechnieken zijn gegroepeerd onder de mode 3-technologie. De bekendste voorbereide kernmethode is de Levalloistechniek.
De voorbereide kerntechnologie is waarschijnlijk meerdere keren onafhankelijk van elkaar uitgevonden op verschillende locaties. Het regelmatige gebruik van voorbereide kerntechnologie wordt geassocieerd met mensensoorten met grote hersenen, zoals Homo heidelbergensis, neanderthalers en moderne mensen. Het wijdverbreide gebruik ervan is het bepalende kenmerk van de Middle Stone Age in Afrika en het Middenpaleolithicum (~300.000 - 40.000 jaar geleden) in Europa. 